# Сюй Їфань
Сюй Їфань (кит.: 徐一璠) — китайська тенісистка, що спеціалізується на парній грі.

## Значні фінали

### Прем'єрні обов'язкові та з чільних 5-ти

#### Пари: 3 (1 титул)
| Результат | Рік  | Турнір | Поверхня | Партнерка          | Супротивниці                               | Рахунок          |
| --------- | ---- | ------ | -------- | ------------------ | ------------------------------------------ | ---------------- |
| Перемога  | 2017 | Маямі  | Хард     | Габріела Дабровскі | Санія Мірза Барбора Стрицова               | 6–4, 6–3         |
| Поразка   | 2018 | Пекін  | Хард     | Габріела Дабровскі | Андреа Сестіні Главачкова Барбора Стрицова | 6–4, 4–6, [8–10] |
| Поразка   | 2019 | Мадрид | Ґрунт    | Габріела Дабровскі | Сє Шувей Барбора Стрицова                  | 3–6, 1–6         |

## Фінали турнірів WTA

### Пари: 15 (9 титулів)
| Результат | В-П | Дата     | Турнір                                  | Категорія               | Поверхня | Партнерка          | Супротивниці                                   | Рахунок               |
| --------- | --- | -------- | --------------------------------------- | ----------------------- | -------- | ------------------ | ---------------------------------------------- | --------------------- |
| Поразка   | 0–1 | Вер 2007 | China Open, Пекін                       | Tier II                 | Хард     | Хань Сіньюнь       | Чуан Чіацзюн Сє Шувей                          | 6–7(3–7), 3–6         |
| Поразка   | 0–2 | Вер 2008 | China Open, Пекін                       | Tier II                 | Хард     | Хань Сіньюнь       | Анабель Медіна Ґарріґес Каролін Возняцкі       | 1–6, 3–6              |
| Перемога  | 1–2 | Вер 2013 | Korea Open, Сеул                        | Міжнародний             | Хард     | Чжань Цзіньвей     | Ракель Копс-Джонс Абігайл Спірс                | 7–5, 6–3              |
| Перемога  | 2–2 | Сер 2015 | Bank of the West Classic, Стенфорд, США | Прем'єрний              | Хард     | Чжен Сайсай        | Anabel Medina Garrigues Арантча Парра Сантонха | 6–1, 6–3              |
| Перемога  | 3–2 | Жов 2015 | Tianjin Open, China                     | Міжнародний             | Хард     | Чжен Сайсай        | Дарія Юрак Ніколь Меліхар                      | 6–2, 3–6, [10–8]      |
| Поразка   | 3–3 | Січ 2016 | Shenzhen Open, China                    | Міжнародний             | Хард     | Чжен Сайсай        | Ваня Кінґ Моніка Нікулеску                     | 1–6, 4–6              |
| Поразка   | 3–4 | Жов 2016 | Tianjin Open, КНР                       | Міжнародний             | Хард     | Магда Лінетт       | Крістіна Макгейл Пен Шуай                      | 6–7(8–10), 0–6        |
| Перемога  | 4–4 | Лис 2016 | WTA Elite Trophy, Чжухай, КНР           | Елітний                 | Хард (i) | Іпек Сойлу         | Ян Чжаосюань Йоу Сяоді                         | 6–4, 3–6, [10–7]      |
| Перемога  | 5–4 | Кві 2017 | Miami Open, США                         | Прем'єрний обов'язковий | Хард     | Габріела Дабровскі | Санія Мірза Барбора Стрицова                   | 6–4, 6–3              |
| Перемога  | 6–4 | Сер 2017 | Connecticut Open, Нью-Гейвен, США       | Прем'єрний              | Хард     | Габріела Дабровскі | Ешлі Барті Кейсі Деллаква                      | 3-6, 6-3, [10-8]      |
| Перемога  | 7–4 | Січ 2018 | Sydney International, Австралія         | Прем'єрний              | Хард     | Габріела Дабровскі | Латіша Чжань Андреа Сестіні Главачкова         | 6–3, 6–1              |
| Перемога  | 8–4 | Лип 2018 | Eastbourne International, Great Britain | Прем'єрний              | Трава    | Габріела Дабровскі | Ірина-Камелія Бегу Міхаела Бузернеску          | 6–3, 7–5              |
| Поразка   | 8–5 | Жов 2018 | China Open, Пекін                       | Прем'єрний обов'язковий | Хард     | Габріела Дабровскі | Андреа Сестіні Главачкова Барбора Стрицова     | 6–4, 4–6, [8–10]      |
| Поразка   | 8–6 | Тра 2019 | Madrid Open, Іспанія                    | Прем'єрний обов'язковий | Ґрунт    | Габріела Дабровскі | Сє Шувей Барбора Стрицова                      | 3–6, 1–6              |
| Перемога  | 9–6 | Тра 2019 | Nuremberg Cup, Німеччина                | Міжнародний             | Ґрунт    | Габріела Дабровскі | Шерон Фічман Ніколь Меліхар                    | 4–6, 7–6(7–5), [10–5] |